# Microscopium
Microscopium o el Microscopio es una pequeña constelación del hemisferio celeste meridional, una de las doce creadas en el siglo XVIII por el astrónomo francés Nicolas-Louis de Lacaille. Representa un microscopio, un instrumento científico que permite observar objetos tan pequeños que no se pueden ver a simple vista. Sus estrellas son débiles y apenas visibles desde la mayor parte del hemisferio norte.
La estrella más brillante de esta constelación es Gamma Microscopii, una gigante amarilla con una magnitud aparente de 4,68 situada a 381 años luz. Dos estrellas, WASP 7 y HD 205739, tienen sistemas planetarios, mientras que AU Microscopii, una joven enana roja, y HD 202628, de tipo solar, poseen discos de escombros. AU Microscopii y el sistema binario de enanas rojas AT Microscopii son un amplio sistema triple y miembros del grupo de movimiento común de Beta Pictoris. BO Microscopii, apodada Speedy Mic, es una estrella con una rotación extremadamente rápida de 9 horas y 7 minutos.

## Historia
Las estrellas que componen la constelación del Microscopio están en una región que anteriormente se consideraban las patas traseras de Sagitario, una constelación vecina. John Ellard Gore escribió que al-Sufi parece haber informado que Claudio Ptolomeo había visto tales estrellas, pero aquel no estableció claramente sus posiciones. Microcopium fue introducida por Lacaille en 1751-1752 con el nombre francés de Le Microscope (el Microscopio), después de haber observado y catalogado 10 000 estrellas del hemisferio sur durante su estancia de dos años en el cabo de Buena Esperanza. Ideó catorce nuevas constelaciones para las regiones inexploradas de los cielos del sur, que no era visibles desde Europa. Todas salvo una honran instrumentos que simbolizaban la Ilustración. En 1763, conmemorando el microscopio compuesto, Lacaille asignó a esta constelación su actual nombre latino.

## Descripción
El Microscopio es una pequeña constelación rodeada al norte por Capricornio, al oeste por el Pez Austral y la Grulla, al este por Sagitario y por el Indio al sur; al sureste toca a la constelación del Telescopio. La abreviatura de tres letras recomendada por la Unión Astronómica Internacional (UAI) es «Mic» y fue adoptada en 1922. Los límites oficiales de la constelación, establecidos por Eugène Delporte en 1930, están delimitados por un polígono de cuatro lados. En el sistema de coordenadas celestes, las ascensiones rectas que delimitan la constelación son 20 h 27,3 m y 21 h 28,4 m, mientras que las declinaciones están entre −27,45° y −45,09°. El Microscopio es completamente visible hasta la latitud 45° N, aunque observadores situados tan al norte como los 62° N podrían ver partes de esta constelación. Teniendo en cuenta que sus estrellas más brillantes son de la quinta magnitud —objetos de la quinta magnitud son difícilmente visibles en áreas suburbanas—, la constelación es invisible para el ojo humano en zonas con alta contaminación lumínica.

## Estrellas

### Estrellas principales
- α Microscopii, cuarta estrella más brillante de la constelación con magnitud 4,89, es una gigante amarilla a 380 años luz de distancia.
- β Microscopii, tenue estrella blanca de magnitud 6,06.
- γ Microscopii, con magnitud 4,67 es la estrella más brillante de la constelación y también una gigante amarilla.
- ζ Microscopii, estrella blanco-amarilla de magnitud 5,33.
- θ Microscopii, denominación compartida por dos estrellas distintas: θ1 Microscopii, de magnitud 4,80, una variable Alfa2 Canum Venaticorum a 187 años luz; θ2 Microscopii, gigante blanca de magnitud 5,76 unas tres veces más alejada.

### Otras estrellas condenominación de Bayer
- δ Mic 5,69; ε Mic 4,71; η Mic 5,55; ι Mic 5,11; ν Mic 5,12

### Otras estrellas notables
- S Microscopii, variable Mira cuyo brillo fluctúa entre magnitud 7,8 y 14,8 con un período de 209,68 días.
- AT Microscopii (GJ 799), estrella binaria compuesta por dos enanas rojas, una de ellas una estrella fulgurante. Se encuentra a 33 años luz de distancia.
- AU Microscopii (GJ 803), con magnitud 8,61 posee un disco protoplanetario; situada a sólo 1,2 años luz de AT Microscopii probablemente forma un sistema estelar triple con ella.
- BO Microscopii, estrella joven cuyas erupciones han sido estudiadas en la región de rayos X.
- Lacaille 8760 (AX Microscopii), enana roja y estrella fulgurante de magnitud 6,67 situada a 12,8 años luz.
- HD 199288, estrella del disco grueso de baja metalicidad.

## Objetos de cielo profundo
- Galaxias NGC 5086 y NGC 6925.